# Movimento 5 Estrelas

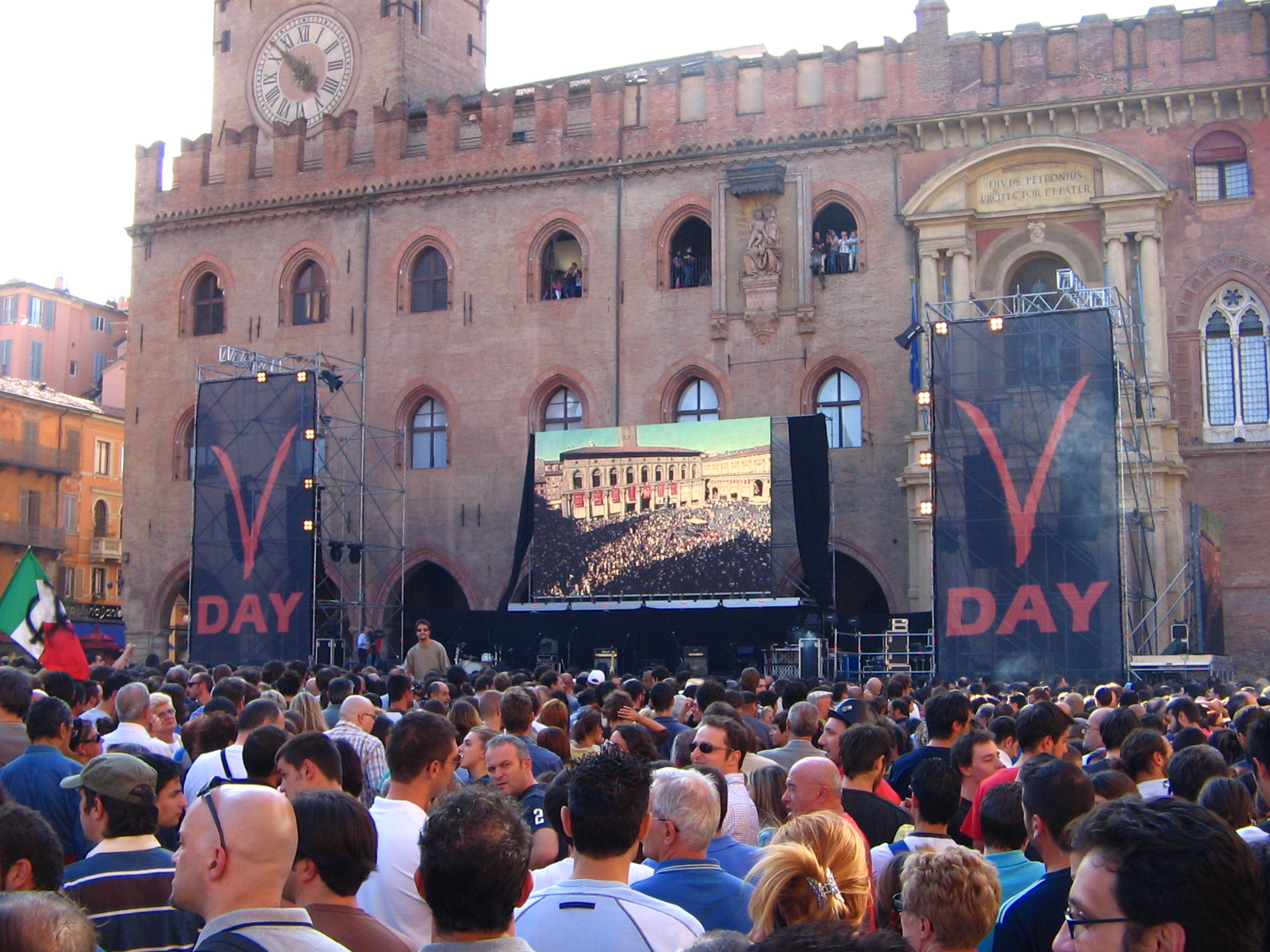
Protesto V-Day em Bologna, organizado pelo movimento em 2007, antes da formação do partido político.

O Movimento 5 Estrelas (estilizado como MoVimento 5 Estrelas; em italiano, MoVimento 5 Stelle ou M5S) é um movimento, autodefinido como um não partido italiano, surgido em 2009 sob a liderança do comediante Beppe Grillo, com a finalidade de deslocar os partidos tradicionais para colocar cidadãos comuns no poder e estabelecer uma democracia direta através do uso da Internet.
Após a sua fundação, o Movimento rapidamente ganhou popularidade elegendo diversos presidentes de câmara, além de vários parlamentares a nível municipal e regional, formando um governo de coligação na região da Sicília, juntamente com o Partido Democrático. Nas eleições nacionais de 2013 para o Parlamento Italiano, as primeiras para o M5S, o Movimento obteve 26% da câmara de deputados (a maior bancada em termos de partidos isolados) e 24% do senado.
O Movimento continuou a crescer em termos eleitorais nos anos seguintes após as eleições de 2013 e consolidou-se como um dos maiores partidos políticos italianos. Em 2016, o M5S conseguiu conquistar a autarquia da capital italiana de Roma bem como da cidade de Turim. Nas eleições nacionais de 2018, liderados por Luigi Di Maio, o M5S voltou a ser o partido mais votado ao conseguir cerca de 33% dos votos e 229 deputados. Após meses de impasse e de tensões com o presidente italiano, o Movimento conseguiu formar governo em coligação, liderado por Giuseppe Conte.
Ideologicamente, o M5S é um partido bastante complexo e divergente pela sua linha populista, eurocética e antissistema, ao mesmo tempo que defende a democracia direta e é contra intervenções militares do Ocidente na Síria ou Líbia. Apesar de ser acusado de advogar o populismo de direita pela sua posição anti-imigração, o Movimento defende políticas tradicionalmente de esquerda como políticas verdes e ambientalismo, tal como rendimento básico universal. As cinco estrelas representam as cinco prioridades do Movimento: água pública, ambientalismo, transportes sustentáveis, direito à Internet e desenvolvimento sustentável.

## Ideologia
A escolha de marcar e explorar eleitoralmente a alteridade política dos outros partidos e a extração ideológica heterogénea dos seus expoentes não permitem que a linha política do M5S seja definida de forma unívoca.
De acordo com o programa para as eleições legislativas de 2013, algumas questões de derivação ecológica podem ser identificadas ao lado de outras destinadas a contrariar a partidocracia e promover a participação direta dos cidadãos na gestão dos assuntos públicos, que convergem na gestão dos assuntos públicos por meio de formas de democracia digital. O movimento quer ser um “encontro democrático fora dos laços partidários e associativos e sem a mediação de organismos diretivos ou representativos, reconhecendo a todos os usuários da Internet o papel de governo e direção que normalmente é atribuído a poucos”. Do ponto de vista económico, abraça as teorias do decrescimento, apoiando a criação de "empregos verdes" e a rejeição de "grandes obras" poluentes e dispendiosas, incluindo incineradores e ferrovias de alta velocidade, visando uma melhor qualidade de vida global e maior justiça social. O M5S propõe a adoção de projetos energéticos de grande escala, eliminação de resíduos, mobilidade sustentável, proteção do território contra a construção excessiva e teletrabalho. O discurso político do movimento costuma se referir à Internet como solução para muitos problemas sociais, económicos e ambientais. Essa abordagem tem semelhanças com o ciberutopismo norte-americano e com a Ideologia Californiana.

### Democracia direta
O Movimento baseia os seus princípios na democracia direta como uma evolução da democracia representativa. O partido, em particular, defende a extensão e simplificação do uso de referendos e o uso sistemático de instrumentos de democracia virtual. Além disso, com o objetivo de aumentar o vínculo entre eleitores e seus representantes, apoia a superação da proibição de constrangimentos de mandato, prevista na Constituição, e a introdução do mandato imperativo para os eleitos, devendo, portanto, limitar-se à implementação do programa eleitoral apresentado no momento das eleições. A ideia é que os cidadãos não mais delegem o seu poder aos partidos (considerados velhos e corrompidos intermediários entre o Estado e eles próprios) que atendem aos interesses de lobbys e poderes financeiros. Eles terão sucesso apenas com a criação de uma inteligência coletiva possibilitada pela Internet.
Para tal, o M5S escolheu os seus candidatos a deputados nacionais e europeus por meio de votação online por membros registados no blog de Beppe Grillo. Através duma aplicação chamada Rousseau acessível online, os usuários registados do M5S discutem, aprovam ou rejeitam propostas legislativas (apresentadas então no Parlamento pelo grupo M5S). Por exemplo, a lei eleitoral do M5S foi moldada por meio de uma série de votos online, como o nome do candidato do M5S para Presidente da República. A escolha de apoiar a abolição de uma lei contra os imigrantes foi feita online por membros do M5S, mesmo que a decisão final fosse contra as opiniões de Grillo e Casaleggio. A parceria com o Partido da Independência do Reino Unido também foi decidida por votação online, embora as opções dadas para a escolha do grupo do Parlamento Europeu para o M5S estivessem limitadas a Europa da Liberdade e Democracia (EFD), Reformistas e Conservadores Europeus (ECR) e "Permanecer independente" (Não Inscritos). A opção de ingressar no Grupo dos Verdes/Aliança Livre Europeia foi discutida, mas esta opção não estava disponível no momento da votação devido à rejeição anterior do M5S por esse grupo.

### Funcionamento da política
O M5S é a favor de uma "política de custo zero", prevendo uma limitação de dois mandatos para os seus representantes eleitos, a auto-redução dos salários dos membros do partido eleitos para cargos públicos e a exigência de um registo criminal limpo aos seus candidatos. Esta exigência é a expressão direta da iniciativa "Parlamento Limpo" de 2005, que teve como objetivo alertar os cidadãos italianos para a presença no Parlamento italiano de mais de vinte condenados definitivamente.
O M5S é a favor da abolição do financiamento público dos partidos, a ser substituído por um sistema de financiamento coletivo, e da redução dos subsídios para os administradores públicos. Em virtude desses princípios, renunciou aos reembolsos eleitorais e a parte dos emolumentos proporcionados aos seus representantes eleitos. Por exemplo, nas eleições regionais da Sicília em 2012, a ala siciliana do M5S também decidiu destinar o dinheiro economizado com a redução dos salários dos seus eleitos a um fundo de microcrédito para ajudar pequenas e médias empresas.

#### Sem alianças
Uma pesquisa da Tecné após as eleições de 2018 sugeriu que 56% dos eleitores do M5S preferiam uma coaligação governamental entre o M5S e a Lega Nord. Uma coaligação entre o M5S e a coaligação de centro-direita como um todo foi preferida por apenas 4%. 22% preferiram uma coaligação entre o M5S, a coaligação de centro-esquerda liderada pelo Partido Democrata junto com a extrema esquerda Livres e Iguais. Um governo tecnocrático foi apoiado por apenas 1% dos eleitores do M5S.

### Questões ambientais, económicas e sociais
O Movimento 5 Estrelas tem raízes no ambientalismo, bem como uma postura de esquerda em algumas questões sociais importantes. O autor Fabio Bordignon afirma que as primeiras batalhas do "povo" de Beppe Grillo tiveram as suas raízes relacionadas, mas não exclusivamente, ao ambientalismo e às energias renováveis; os problemas da pobreza e do emprego precário; as batalhas contra o poder das grandes empresas e os efeitos da globalização; a moralidade da esfera política e os direitos civis. Ele prossegue, dizendo que aproximadamente cerca de 10-15% das leis propostas ao longo dos anos são dedicadas apenas ao meio ambiente. Outro autor, Paolo Natale, afirma que nos primeiros anos do grande sucesso do partido (por volta de 2012), o Movimento era constituído principalmente por jovens, sendo na sua maioria homens com elevado nível de escolaridade e também tendo posições políticas de esquerda. O autor afirma que essas pessoas buscavam formas alternativas de participação na política além do esquema regular do que existia e, principalmente, para conseguir uma boa administração, transporte público de qualidade e espaços verdes, mas com sensibilidade aos problemas ligados à criminalidade local. Além disso, à luz das eleições legislativas de 2013, a fim de exemplificar como o M5S se classifica entre outros partidos em posições sociais e ambientais, o autor e economista Nicolo Conti criou um gráfico usando dados de pesquisas, os manifestos individuais dos vários partidos e como essas preferências interagiram e se traduziu num espaço político que os partidos participaram. Os resultados foram que o M5S ocupa o primeiro lugar em expansão do Estado de bem-estar social, proteção ambiental e regulação do mercado, onde a expansão do bem-estar significa a expansão dos serviços sociais públicos (exclui educação), proteção ambiental significa políticas em favor da preservação/conservação do meio ambiente, e a regulação do mercado significava políticas destinadas a criar um mercado económico justo e aberto.
O M5S abraça as teorias de decrescimento e apoia a economia verde como um motor para a criação de novos empregos. Opõe-se a grandes obras de infra-estrutura, ao sobredimensionamento do território e a utilização de incineradores. Propõe a adoção em larga escala de programas de economia de energia, produção distribuída de energia proveniente de fontes renováveis, reciclagem de resíduos, mobilidade sustentável e teletrabalho.
O Movimento visa reduzir a dívida pública por meio do combate à sonegação fiscal e da redução do desperdício na administração pública, graças a iniciativas de informatização.
Em 18 de janeiro de 2013, durante um comício em Brindisi, Beppe Grillo declarou que os sindicatos são organizações obsoletas que deveriam ser eliminadas em favor da introdução de um sistema de co-gestão de empresas pelos trabalhadores.

#### Imigração
A posição do M5S sobre a imigração tem sido ambígua. Em janeiro de 2012, Beppe Grillo disse ser contra a introdução do ius soli, que garantiria a cidadania italiana aos nascidos na Itália, independentemente da nacionalidade dos pais. Em outubro de 2013, Grillo e Casaleggio com uma declaração conjunta estigmatizaram a apresentação por dois senadores do M5S de uma emenda que visava abolir o crime de clandestinidade. No entanto, um referendo online entre os membros rejeitou a linha Grillo-Casaleggio, confirmando a posição dos dois senadores. Poucos dias depois, o Senado, com o voto favorável do M5S, aprovou a emenda para sua abolição.
Grillo escreveu no seu blog em 23 de dezembro de 2016 que todos os imigrantes ilegais deveriam ser expulsos da Itália, que Schengen deveria ser temporariamente suspenso no caso de um ataque terrorista até que a ameaça seja removida, e que deveria haver uma revisão da Convenção de Dublin. Em 21 de abril de 2017, Grillo publicou um artigo questionando o papel que organizações não-governamentais (ONGs) que operam navios de resgate ao largo da Líbia estão a desempenhar na crise migratória, perguntando onde eles estariam a conseguir financiamento e sugerindo fortemente que poderiam estar a ajudar traficantes. Em 5 de agosto de 2017, Luigi Di Maio, que liderou o M5S nas eleições de 2018, apelou à "interrupção imediata do serviço de táxi marítimo" que traz migrantes para a Europa.

#### Questões eticamente sensíveis
Embora Beppe Grillo se tenha declarado a favor do casamento entre pessoas do mesmo sexo em 2012, o M5S não se manifestou sobre o assunto no programa para as eleições legislativas de 2013. Pouco depois das eleições, a apresentação do senador Luis Orellana de um projeto de lei que regulamenta a matéria gerou um debate aceso dentro do M5S. Em outubro de 2014, o assunto foi então objeto de uma consulta online entre ativistas que viu a clara afirmação dos partidários do reconhecimento das uniões civis.
Em 2016, porém, por ocasião da votação parlamentar da lei das uniões civis (a chamada "lei Cirinnà") realizada pela maioria do governo, após o Partido Democrata e o Movimento aprovarem o texto-base, por meio de Beppe Grillo apoiá-la deixa a seus representantes "liberdade de consciência" no artigo da citada lei que previa a co-adoção para futuros casais homossexuais. Na votação final do projeto em questão, na Câmara dos Deputados, ao contrário de várias normas introduzidas unilateralmente pelo Partido Democrata, os deputados do Movimento 5 estrelas se abstiveram.
Quanto ao aborto, o M5S apóia a lei de 1978 sobre interrupção voluntária da gravidez e propôs medidas destinadas a limitar o uso da objeção de consciência por profissionais de saúde. O M5S é a favor da legalização da eutanásia e do testamento vital.
O M5S também é abertamente a favor da legalização e descriminalização das drogas leves para fins terapêuticos e recreativos, após as batalhas travadas pelos radicais italianos. O Movimento tem fortes ligações com ativistas antivacinação, e os líderes do partido pediram a reversão das leis de vacinação obrigatória.

## Organização interna

### A plataforma Rousseau
Rousseau é a plataforma tecnológica que leva o nome do filósofo Jean-Jacques Rousseau criada por Casaleggio Associati e utilizada pelo Movimento 5 Estrelas para a implementação da democracia direta. O objetivo de Rousseau é a gestão centralizada das atividades do partido político para os membros, cidadãos e para os eleitos no Parlamento italiano e europeu e nos conselhos regionais e municipais.
O sistema permite:
- Participar na redação de leis nacionais, regionais e europeias propostas pelos representantes eleitos nas respectivas assembleias;
- Votar para a formação de listas eleitorais ou para se pronunciar sobre um assunto específico;
- Promover a arrecadação de fundos para eleições, eventos e a proteção legal dos associados;
- Disponibilizar material de treinamento para associados e representantes eleitos;
- Dar informações, organizar eventos locais (encontros) e distribuir folhetos.

Do ponto de vista técnico, pode ser definido como um sistema de gerenciamento de conteúdo (CMS) proprietário. A natureza proprietária do software foi criticada por Richard Stallman, embora o movimento sempre tenha sido a favor do uso de software livre.
Em agosto de 2017, a plataforma foi sujeita a repetidas ações de hacking.

## Financiamento
Viralizou uma notícia falsa a 15 de junho de 2020 a respeito do financiamento do Movimento, falando o seguinte: Em 2010, quando Hugo Chávez era Chefe de Estado da Venezuela e Nicolás Maduro ministro dos Negócios Estrangeiros, a Venezuela financiou com 3,5 milhões de euros ao Movimento Cinco Estrelas. A notícia foi demonstrada ser falsa, também por fontes italianas oficiais.

## Resultados eleitorais

### Eleições legislativas
| Data | Líder          | Eleição              | Cl. | Votos      | %            | +/-  | Deputados | +/- | Estatuto |
| ---- | -------------- | -------------------- | --- | ---------- | ------------ | ---- | --------- | --- | -------- |
| 2013 | Beppe Grillo   | Câmara dos Deputados | 1.º | 8 698 168  | 25,6 / 100,0 |      | 109 / 630 |     | Oposição |
| 2013 | Beppe Grillo   | Senado               | 2.º | 7 285 648  | 23,8 / 100,0 |      | 54 / 315  |     | Oposição |
| 2018 | Luigi Di Maio  | Câmara dos Deputados | 1.º | 10 697 994 | 32,7 / 100,0 | 7,1  | 229 / 630 | 120 | Governo  |
| 2018 | Luigi Di Maio  | Senado               | 1.º | 9 713 763  | 32,2 / 100,0 | 8,4  | 113 / 315 | 59  | Governo  |
| 2022 | Giuseppe Conte | Câmara dos Deputados | 3.º | 4 333 972  | 15,4 / 100,0 | 17,3 | 52 / 400  | 175 | Oposição |
| 2022 | Giuseppe Conte | Senado               | 3.º | 4 285 894  | 15,6 / 100,0 | 16,6 | 28 / 200  | 85  | Oposição |

#### Eleições europeias
| Data | Cabeça de lista | Cl. | Votos     | %            | +/- | Deputados | +/- |
| ---- | --------------- | --- | --------- | ------------ | --- | --------- | --- |
| 2014 | Beppe Grillo    | 2.º | 5 807 362 | 21,2 / 100,0 |     | 17 / 73   |     |
| 2019 | Luigi Di Maio   | 3.º | 4 552 527 | 17,1 / 100,0 | 4,1 | 14 / 73   | 3   |
| 2019 | Giuseppe Conte  | 3.º | 2 336 452 | 10,0 / 100,0 | 7,1 | 8 / 76    | 6   |